# Jérémy Bescond
Pour les articles homonymes, voir Bescond.
Jérémy Bescond, né le 27 février 1991 à Douarnenez, est un coureur cycliste français des années 2010.

## Biographie
En 2008,  il termine 7e du championnat de France sur route juniors. En 2009, il se fixe comme objectif de remporter une étape du Tour du Valromey, objectif qu'il réalise en remportant la 4e étape. En fin de saison, il termine 8e du championnat de France sur route juniors
En 2010, il rejoint le Vulco-VC Vaulx-en-Velin. Avec ce club, il remporte le prologue du Tour du Gévaudan Languedoc-Roussillon. En 2011, il termine notamment 7e du Challenge du Prince - Trophée princier et 8e du Challenge du Prince - Trophée de la maison royale, deux courses courues au Maroc.
Il se révèle en 2012 en terminant 5e du Rhône-Alpes Isère Tour et 2e du Grand Prix de Plouay amateurs derrière Bryan Coquard. Durant cette saison, il participe notamment aux Boucles de l'Aulne (36e), au Tour du Doubs (62e), au Mémorial Rik Van Steenbergen (68e) et au Tour de l'Ain (77e).
En 2013, il est recruté par l'équipe Cofidis. Souffrant d'une toxoplasmose, il court peu durant cette première saison professionnelle. Le 1er août 2014, Cofidis annonce qu'elle se sépare de Jérémy Bescond à la fin de sa saison 2014. Il retourne chez les amateurs et s'engage pour 2015 avec l'équipe Charvieu-Chavagneux Isère. En 2016, il rejoint l'équipe Côtes d'Armor-Marie Morin. 
Le 5 septembre 2016, est officialisé son retour chez les professionnels pour la saison 2017 ; il évoluera alors sous les couleurs de HP BTP-Auber 93. 
Non conservé par la formation francilienne au terme de son contrat, il retrouve la formation Côtes d'Armor-Marie Morin pour la saison 2018, puis court une dernière saison avec Hennebont cyclisme avant de mettre un terme à sa carrière en août 2019.
Après sa carrière il devient commercial dans l’automobile.

## Palmarès
- 2009
  - 4e étape du Tour du Valromey
- 2010
  - Prologue du Tour du Gévaudan Languedoc-Roussillon (contre-la-montre par équipes)
  - Grand Prix de Monplaisir
- 2011
  - 3e du Tour du Beaujolais
- 2012
  - Classement général du Tour de l'Ardèche méridionale
  - 2e du Grand Prix de Vougy
  - 2e du Grand Prix de Plouay amateurs
- 2015
  - Grand Prix Delorme-Eurocapi
  - Grand Prix Saint Evarzec
  - Grand Prix de Beuzec-conq
  - Grand Prix de Concarneau
  - Étape du Tour
  - 2e du Grand Prix de Plumelec amateurs
- 2016
  - Grand Prix Gilbert-Bousquet
  - Ronde briochine
  - Grand Prix du Tridour
  - Nocturne d'Albertville
  - Grand Prix de Lorient-Lanveur
  - Trophée Noret à Saint-Dénoual
  - Grand Prix de Quimperlé
  - 3eb étape du Critérium des Quartiers du Lamentin
  - 2e du championnat de Bretagne du contre-la-montre
  - 2e de La SportBreizh
  - 3e du Kreiz Breizh Elites
  - 3e de la Flèche d'Armor
  - 3e de Redon-Redon
  - 3e de La Melrandaise
  - 3e de l'Essor breton
  - 3e des Boucles de la Marne
  - 3e de l'Étape du Tour
  - 3e du Grand Prix de Charvieu-Chavagneux
- 2018
  - Grand Prix de Quessoy
  - Grand Prix de Concarneau
  - Grand Prix de Plénée-Jugon
  - Ronde mayennaise
  - Challenge Sud-Océane
- 2019
  - Grand Prix de Lorient

## Classements mondiaux
| Année           | 2011 | 2012 | 2013 | 2014 | 2015 | 2016 | 2017   |
| --------------- | ---- | ---- | ---- | ---- | ---- | ---- | ------ |
| UCI Africa Tour | 115e |      |      |      |      |      |        |
| UCI Europe Tour |      | 807e |      |      |      | 997e | 1 760e |